# Stenaoplus pictus
Stenaoplus pictus är en stekelart som först beskrevs av Johann Ludwig Christian Gravenhorst 1829.  Stenaoplus pictus ingår i släktet Stenaoplus och familjen brokparasitsteklar. Arten är reproducerande i Sverige. Inga underarter finns listade i Catalogue of Life.